# Listă de cratere pe Europa
Aceasta este o listă de cratere de pe Europa. Suprafața satelitului Europa al lui Jupiter este foarte tânără, geologic vorbind, și, ca urmare, există foarte puține cratere. În plus, deoarece suprafața Europei este potențial formată din gheață de apă slabă deasupra unui ocean lichid, majoritatea craterelor supraviețuitoare s-au prăbușit, astfel încât structura lor este foarte scăzută în relief. Majoritatea craterelor care sunt suficient de mari pentru a avea nume sunt numite după figuri proeminente din miturile și folclorul celtic.

## Listă
| Crater    | Coordonate                          | Diametru (km) | Anul Aprobării | Eponim                                                                             | Ref   |
| --------- | ----------------------------------- | ------------- | -------------- | ---------------------------------------------------------------------------------- | ----- |
| Áine      | 43°00′S 177°30′W / 43°S 177.5°V     | 5             | 2000           | Áine, zeița celtică a iubirii și frumuseții                                        | WGPSN |
| Amaethon  | 13°49′N 177°28′W / 13.82°N 177.47°V | 1.7           | 2006           | Amaethon, zeul celtic al agriculturii                                              | WGPSN |
| Amergin   | 14°42′S 129°24′E / 14.7°S 129.4°E   | 17            | 2000           | Amergin, legendarul druid și poet irlandez                                         | WGPSN |
| Angus     | 12°36′S 75°06′W / 12.6°S 75.1°V     | 4.5           | 2000           | Angus, frumosul zeu celtic al iubirii                                              | WGPSN |
| Avagddu   | 1°24′N 169°30′W / 1.4°N 169.5°V     | 10            | 2000           | Avagddu, zeitatea furtunii celtice                                                 | WGPSN |
| Balor     | 52°48′S 97°48′W / 52.8°S 97.8°V     | 4.8           | 2000           | Balor, zeul celtic al nopții                                                       | WGPSN |
| Bress     | 37°38′N 98°40′W / 37.64°N 98.66°V   | 10            | 2006           | Bress, frumosul fiu al lui Elatha în mitologia celtică                             | WGPSN |
| Brigid    | 10°48′N 81°18′W / 10.8°N 81.3°V     | 9.5           | 2000           | Brigid, zeița celtică a vindecării, a fierarilor, a fertilității și a poeziei      | WGPSN |
| Camulus   | 26°30′S 81°06′W / 26.5°S 81.1°V     | 4.5           | 2000           | Camulus, zeul războiului galic                                                     | WGPSN |
| Cilix     | 2°36′N 178°06′E / 2.6°N 178.1°E     | 15            | 1985           | Cilix, fratele Europei                                                             | WGPSN |
| Cliodhna  | 2°30′S 76°24′W / 2.5°S 76.4°V       | 3             | 2000           | Cliodhna, zeița celtică a frumuseții                                               | WGPSN |
| Cormac    | 36°54′S 88°06′W / 36.9°S 88.1°V     | 4             | 2000           | Cormac mac Airt, Înaltul Rege al Ulsterului în miturile irlandeze                  | WGPSN |
| Dagda     | 37°21′N 168°44′W / 37.35°N 168.74°V | 9.8           | 2006           | Dagda, una dintre zeitățile principale ale Tuatha de Danann în mitologia irlandeză | WGPSN |
| Deirdre   | 65°24′S 152°42′E / 65.4°S 152.7°E   | 4.5           | 2000           | Deirdre, cea mai frumoasă femeie din miturile irlandeze                            | WGPSN |
| Diarmuid  | 61°18′S 102°00′W / 61.3°S 102°V     | 8.2           | 2000           | Diarmuid Ua Duibhne, frumos războinic mitologic irlandez și soțul lui Gráinne      | WGPSN |
| Dylan     | 55°18′S 84°24′W / 55.3°S 84.4°V     | 5.3           | 2000           | Dylan Eil Ton, zeul celtic al mării                                                | WGPSN |
| Elathan   | 31°54′S 79°48′W / 31.9°S 79.8°V     | 2.5           | 2000           | Elathan, frumosul rege celtic și tatăl zeului soarelui Bres                        | WGPSN |
| Eochaid   | 50°29′S 233°20′W / 50.48°S 233.33°V | 10.6          | 2006           | Eochaid, regele bradului Bolg în mitologia celtică                                 | WGPSN |
| Govannan  | 37°18′S 57°12′E / 37.3°S 57.2°E     | 11.5          | 1997           | Govannan, unul dintre copiii lui Don, fierar și berar                              | WGPSN |
| Gráinne   | 59°42′S 99°24′W / 59.7°S 99.4°V     | 13.5          | 2000           | Gráinne, fiica lui Cormac Mac Art și soția lui Diarmuid                            | WGPSN |
| Gwern     | 9°08′N 344°32′W / 9.14°N 344.54°V   | 22.2          | 2006           | Gwern, fiul lui Branwen în mitologia celtică                                       | WGPSN |
| Gwydion   | 60°30′S 81°36′W / 60.5°S 81.6°V     | 5             | 2000           | Gwydion, poet celtic și unul dintre copiii lui Don                                 | WGPSN |
| Llyr      | 1°48′S 138°12′E / 1.8°S 138.2°E     | 1.1           | 2000           | Llyr, zeul celtic al mării                                                         | WGPSN |
| Luchtar   | 40°12′S 257°34′W / 40.2°S 257.57°V  | 19.9          | 2006           | Luchtar, zeul celtic al tâmplăriei                                                 | WGPSN |
| Lug       | 27°59′N 44°19′W / 27.99°N 44.31°V   | 11            | 2006           | Lug, zeul irlandez omnicompetent                                                   | WGPSN |
| Mael Dúin | 16°48′S 162°06′E / 16.8°S 162.1°E   | 2             | 2000           | Máel Dúin, erou celtic                                                             | WGPSN |
| Maeve     | 58°48′N 78°54′W / 58.8°N 78.9°V     | 21.3          | 2000           | Maeve, mitologică regina irlandeză a provinciei Connacht                           | WGPSN |
| Manannán  | 3°06′N 120°18′E / 3.1°N 120.3°E     | 30            | 1997           | Manannán mac Lir, zeul irlandez al mării și al fertilității                        | WGPSN |
| Math      | 25°36′S 176°18′E / 25.6°S 176.3°E   | 10.8          | 2000           | Math ap Mathonwy, zeul celtic al bogăției și al comorilor                          | WGPSN |
| Midir     | 3°39′N 338°45′W / 3.65°N 338.75°V   | 37.4          | 2006           | Midir, soarta celtică și zeitatea lumii de apoi                                    | WGPSN |
| Morvran   | 4°54′S 152°36′W / 4.9°S 152.6°V     | 15            | 1985           | Morvran, celticul fiu urât al lui Tegid                                            | WGPSN |
| Niamh     | 21°06′N 143°06′E / 21.1°N 143.1°E   | 5             | 2000           | Niamh, fiica cu părul auriu a lui Mannanán                                         | WGPSN |
| Ogma      | 87°27′N 287°52′W / 87.45°N 287.86°V | 5             | 2006           | Ogma, zeul celtic al elocvenței și literaturii, fiul lui Dagda                     | WGPSN |
| Oisín     | 52°18′S 146°36′E / 52.3°S 146.6°E   | 6.2           | 2000           | Oísin, mitic războinic irlandez, fiul lui Fionn Mac Cumhail și Sadb                | WGPSN |
| Pryderi   | 66°06′S 159°06′W / 66.1°S 159.1°V   | 1.7           | 2000           | Pryderi, fiul lui Pwyll                                                            | WGPSN |
| Pwyll     | 25°12′S 88°36′E / 25.2°S 88.6°E     | 45            | 1997           | Pwyll, zeul celtic al lumii de apoi                                                | WGPSN |
| Rhiannon  | 80°54′S 165°06′E / 80.9°S 165.1°E   | 15.9          | 1985           | Rhiannon, eroina celtică                                                           | WGPSN |
| Taliesin  | 22°48′S 138°00′W / 22.8°S 138°V     | 50            | 1985           | Taliesin, magician celtic, fiul lui Bran                                           | WGPSN |
| Tegid     | 0°48′N 164°24′W / 0.8°N 164.4°V     | 29.7          | 1985           | Tegid Veol, erou celtic care a locuit în Lacul Bula                                | WGPSN |
| Tuag      | 59°55′N 172°22′W / 59.92°N 172.36°V | 15.2          | 2006           | Tuag, zeița irlandeză a zorilor                                                    | WGPSN |
| Uaithne   | 48°30′S 90°42′W / 48.5°S 90.7°V     | 6.5           | 2000           | Uaithne, harpistul pentru Dagda                                                    | WGPSN |